# Grugapark
El Grugapark es con 70 Hectáreas de extensión uno de los mayores parques públicos de Alemania, que alberga un jardín botánico y diversas colecciones de plantas tanto autóctonas como exóticas. 
Se ubica en Essen en la zona sur del centro de la ciudad entre "Rüttenscheid", "Holsterhausen" y "Margarethenhöhe". 
Al complejo del "Gruga" pertenecen también la sala de conciertos "Grugahalle", las piscinas "Grugabad" así como el estadio "Grugastadion".

## Fundación e Historia

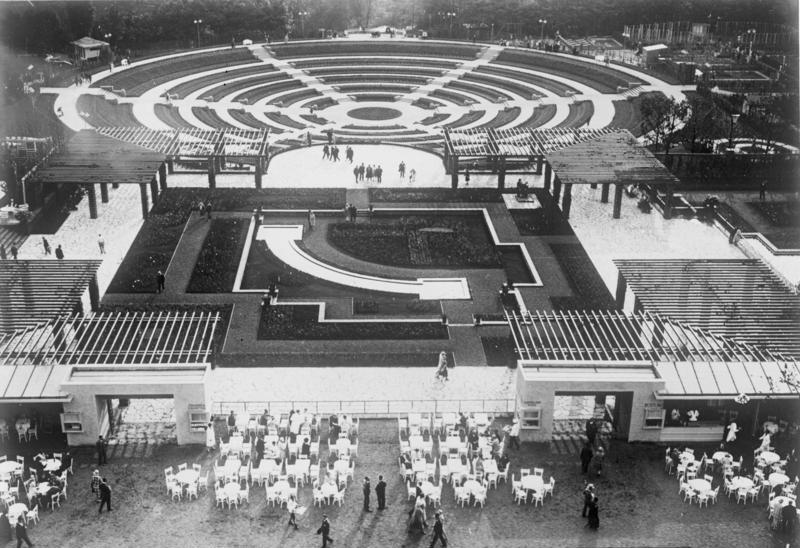
Apertura del Gruga en 1929.

El área del Parque tenía anteriormente la denominación de "Stenshofgelände" (lugar de la gran construcción de piedra). La "Stenshofturm" (torre alta de piedra) construcción milenaria del paisanaje del "Rüttenscheider" (de la cuenca del Ruhr), se encontraba en el parque actual. 
No lejos de él, en el área del parque a principios del siglo XX se encontraba la Fundación de Edmund Lührmann. En los alrededores funcionaba desde 1905 un hospital mental, y durante la Segunda Guerra Mundial todos estos fueron totalmente destruidos. Los servicios que prestaban estas instituciones fueron trasladados al departamento neurológico de los hospitales urbanos (hoy centro clínico de la universidad). En la actualidad la calle que cruza el parque "Lührmannstraße" nos recuerda a la fundación anterior. 
El origen del parque, es gracias a los operadores no lucrativos de la feria que en la década de 1920 en los años de las bancarrotas económicas, quisieron aumentar la atracción de la feria con un parque. Porque detrás de los pasillos de la exposición ferial entonces estaban los terrenos en baldío, esta extensa área entre los barrios de "Rüttenscheid" y "Holsterhausen" en 1927 fue comprada con la intención de abrir un jardín botánico, o para instalar allí una gran demostración hortícola.

### Nacimiento del Grugapark
La transformación de las tierras baldías en un parque tuvo lugar entre 1927 y 1929 y fue financiada con la ayuda del Subsidio de Desempleo Productivo. La "Essener Alleen" (avenida de Essener) tenía una gran cantidad de árboles jóvenes en el momento de la creación del parque. 
La fecha de apertura originalmente prevista, tuvo que ser retrasada de fecha en un mes, debido en parte por la dura helada en el invierno de 1928/1929 y por otra por las huelgas de los trabajadores. Finalmente se produjo la apertura de la Gran Exhibición Hortícola de la Región del Ruhr, denominada GRUGA (Große(gran) Ruhrländische(región del Ruhr) Gartenbau(hortícola)-Ausstellung(exhibición). ) y el 29 de junio de 1929 comenzó la exhibición su andadura. Finalizó el 13 de octubre de 1929 arrojando la cifra de unos 2 Millones de visitantes. 
La arquitectura del jardín fue en gran medida una atracción no conocida hasta entonces. El arquitecto Paul Portten bosquejó también la situación de protección de un monumento tal como la Grugaturm. 
En Pascua del 1930 se convirtió en un parque de visita pública con jardín botánico incluido constituyéndose en el primer jardín público de Alemania de estas novedosas características. 

### Reichsgartenschau 1938

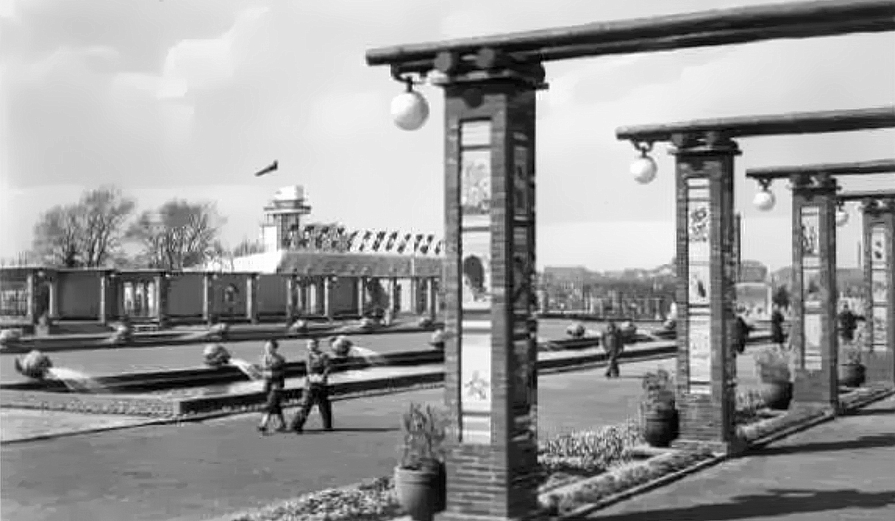
La estación de cerámica "Keramikhof" durante la "Reichsgartenschau" de 1938.

Después de que el área fuera incrementada de 25 a 27 hectáreas, se acondicionaron una "Keramikhof" (estación de cerámica) y una "Blumenhof" (estación de flores) y tuvo lugar la « Reichsaustellung des deutschen Gartenbaus » (Exhibición Hortícola Alemana del Reich) de abril a octubre de 1938. Además la ciudad de Essen tuvo que organizar comidas comunitarias en cooperación con la organización del Reich Reichsnährstand. 
Con los añadidos de un tren de vapor en miniatura "Liliputbahn" (de la Compañía Brangsch, Leipzig)), un parque zoológico, diez restaurantes con su propia capilla cada uno de ellos y varios lugares de reunión, esta demostración hortícola del Reich atrajo aproximadamente a 3 millones de visitantes. El lugar de la actual Orangerie era entonces la terraza de los juegos de agua, donde además se organizaban fuegos artificiales para iluminar las noches de la exposición. 

### Segunda Guerra Mundial
El Gruga recibió durante la Segunda Guerra Mundial un gran número de impactos de bomba, lo que produjo una destrucción total. Después de la guerra se convirtió en zona de la Reforma monetaria de 1948 con un crecimiento vegetal superficial que era aprovechado para su disfrute, por los vecinos Hospitales urbanos de Essen. Después en la primavera de 1949 fueron acondicionadas la zona de la entrada y unos lechos florales con los que se atrajeron otra vez de nuevo a los visitantes, un año más tarde a pesar de la falta de atracciones se contabilizaron aproximadamente 1,5 millones de visitantes. En 1951 con la organización de la comida de la ciudad de Essen, sirvió para relanzar el Grugapark de nuevo.

### La segunda exhibición del Gruga
De mayo a octubre de 1952 se abre la segunda Gran Exhibición Hortícola de la Región del Ruhr, que fue visitada por aproximadamente tres millones de personas. Esta segunda exposición también debería haber tenido como consecuencia el acondicionamiento de un nuevo parque público a los ciudadanos de Essen, pero estas expectativas no llegaron a realizarse debido a la falta de tiempo y financiación combinada con el la aparición de un nuevo y distinto enfoque de la naturaleza y del concepto de jardín. La arquitectura rectilínea destruida del jardín de anteguerra había sucumbido definitivamente ante un paisaje de colinas onduladas, con muchos prados de césped y perspectivas de paisajistas.

### Exhibición de jardines de Alemania (Bundesgartenschau) 1965

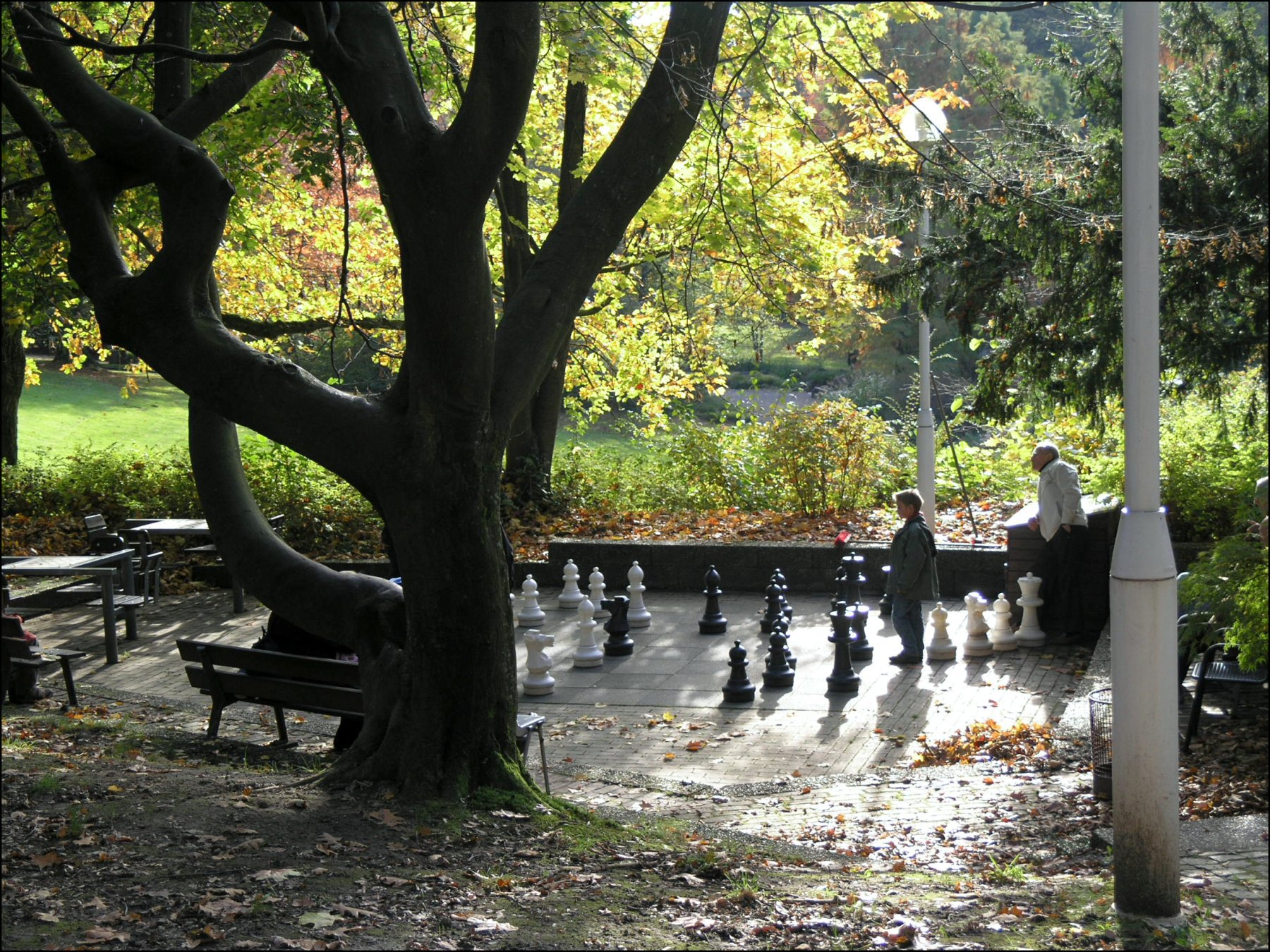
Ajedrez en el Gruga.

Entre el 29 de abril y el 17 de octubre de 1965 se celebró el Bundesgartenschau, que atrajo a 5.3 millones de visitantes. Fue a continuación de 1962 que hubo una fiebre constructora en el parque, porque los requisitos que la gente exigía a un parque eran otros que antes. Lo que conllevaba la creación de instalaciones de ocio, especialmente para las familias con niños, además de las dedicadas a la exposición contemplativa del jardín. Se ejecutaron unas 600 acciones localizadas entre "Lührmann" y "Norbertraße". En el espacio del valle entre el Grugapark y el botánico se diseñó el « Margarethensees » nombrándose de este modo en honor de Margarethe Krupp. La arena circular de la colección de dalias se abre al valle y se crea el vecino pabellón de la música. Así el parque adquiere la forma actual.

## El Parque en la actualidad
El Grugapark actualmente sirve como parque de ocio y esparcimiento para los ciudadanos de Essen. Con muchas atracciones para las familias a bajo costo. Se considera igualmente como zona de instalaciones deportivas, así como un tranquilo oasis en la ciudad. Los aficionados al modelismo encuentran áreas del parque donde disfrutar de su manía: así la planta del camión en la esquina del oeste, en donde encontramos modelos de camiones a escala 1:16 que se pueden conducir. En verano hay diferentes eventos, entre ellos los conciertos del aire libre, las celebraciones del parque con fuegos artificiales y celebraciones para los niños en el parque.
Los linderos exactos del Grugapark cambian por las ampliaciones con motivo de las ferias. Cubre unas 70 Hectáreas con entradas abiertas por "Holsterhausen" y "Rüttenscheid". La nueva entrada principal que comunica con el interior del parque fue abierta en el 2006. En el 2008 siguió el nuevo Parque de la entrada con los jardines de exhibición.
El 1 de julio de 2005 por iniciativa de la asociación caritativa Ronald McDonald House Charities fue abierta la casa del protector Ronald McDonald, en el área de Gruga, en las cercanías de la clínica Universitätsklinikum Essen. El edificio de la asociación caritativa de McDonald consta de 15 viviendas, fue diseñado por Friedensreich Hundertwasser y sirve a los niños gravemente enfermos y sus familias como una comodidad común. La casa tiene once apartamentos así como salón, comedor, sala de juegos, área de pasatiempos, área de televisión, cocina común, baños y jardín.

### Atracciones (Resumen)

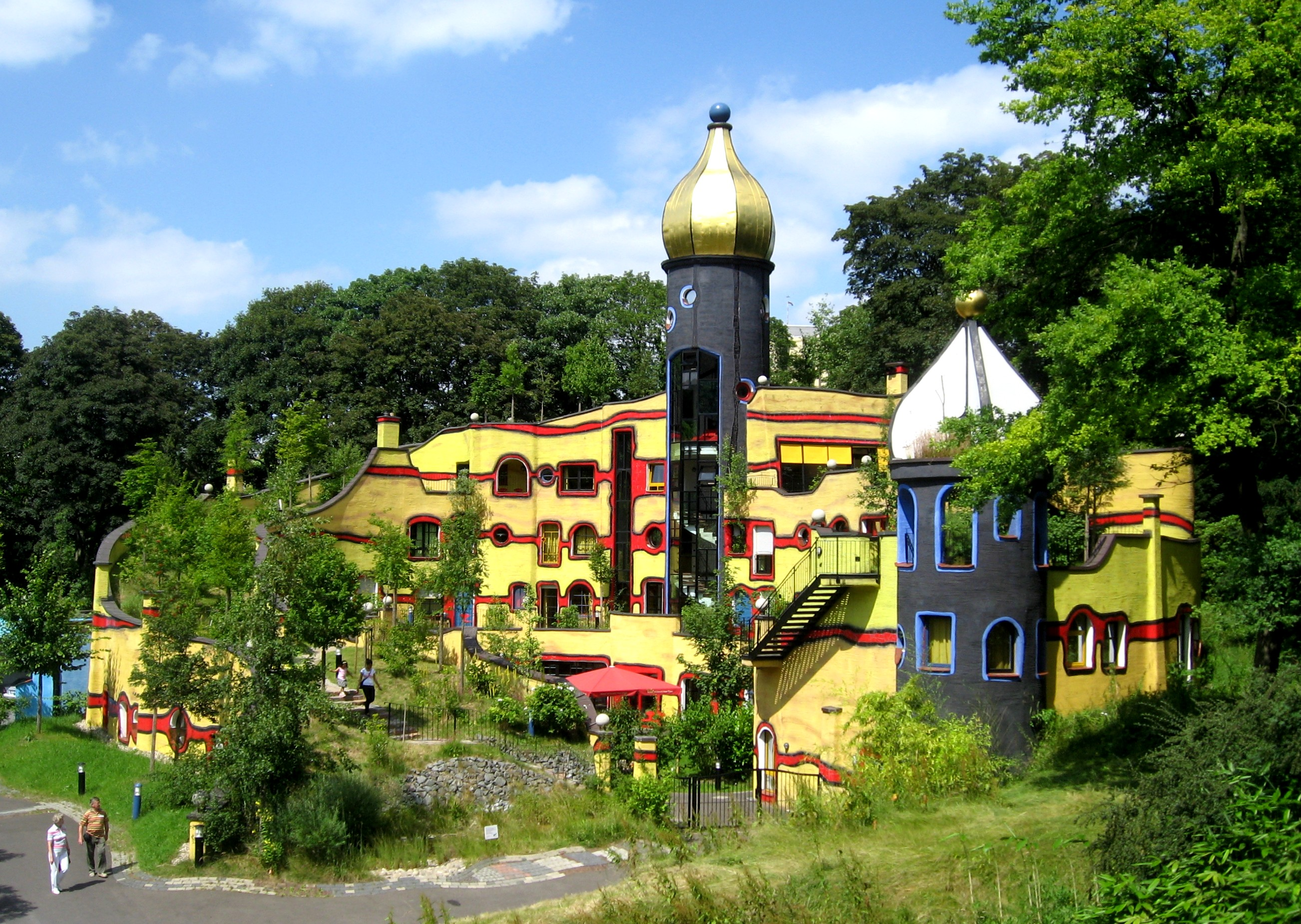
La « Hundertwasserhaus » en el Gruga.

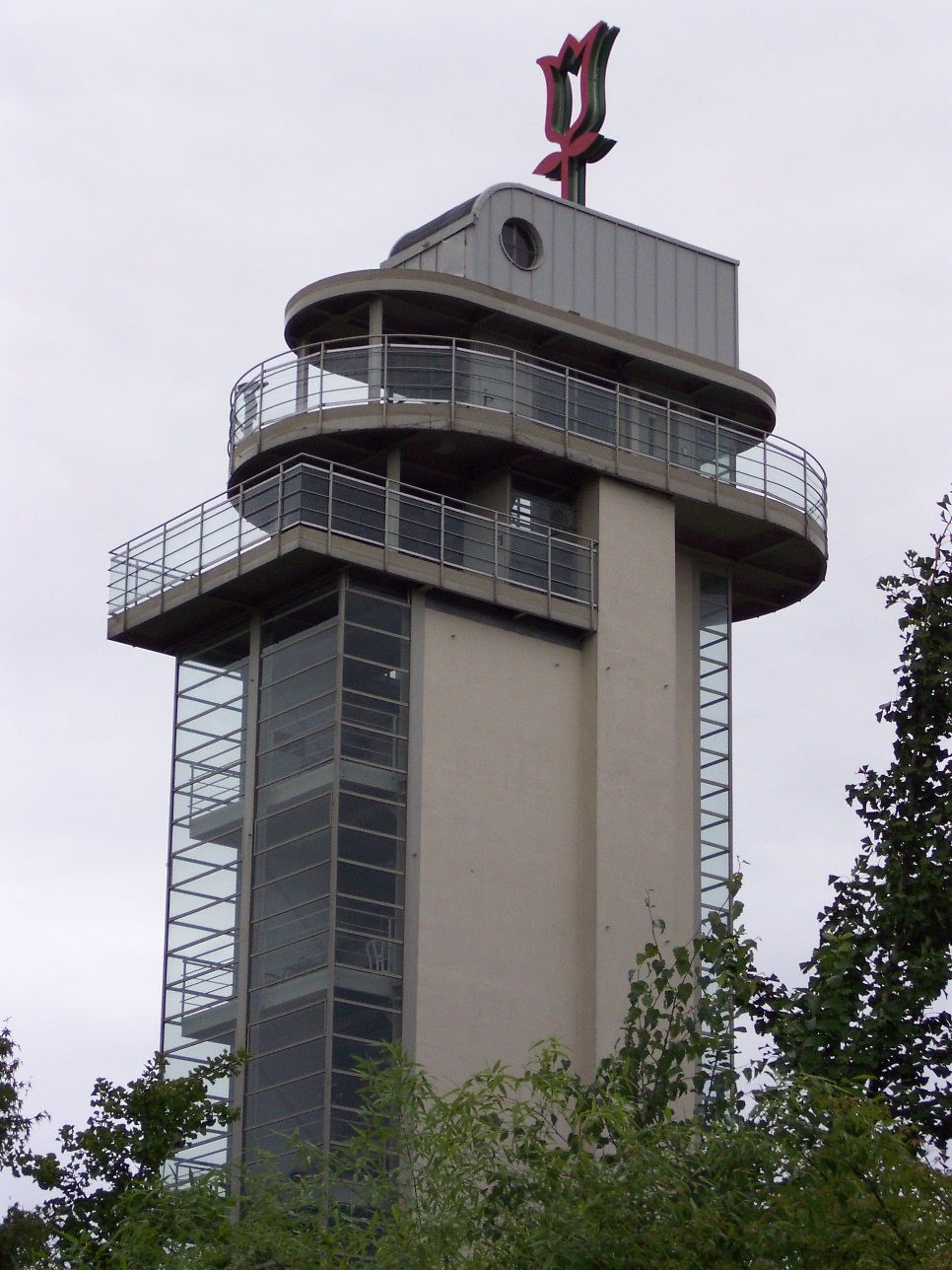
Torre del Gruga.

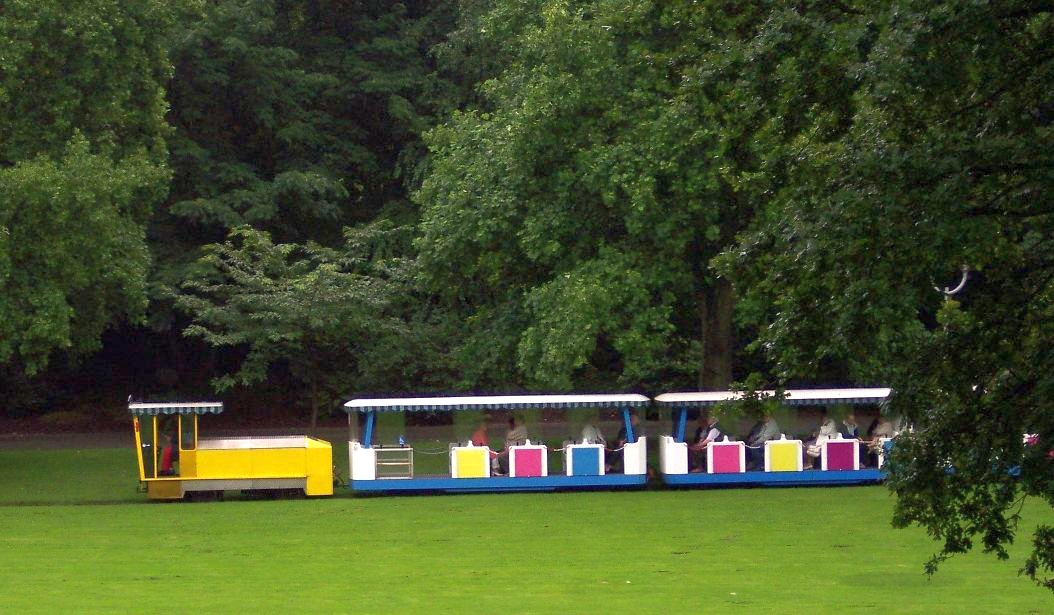
Tren del Gruga.

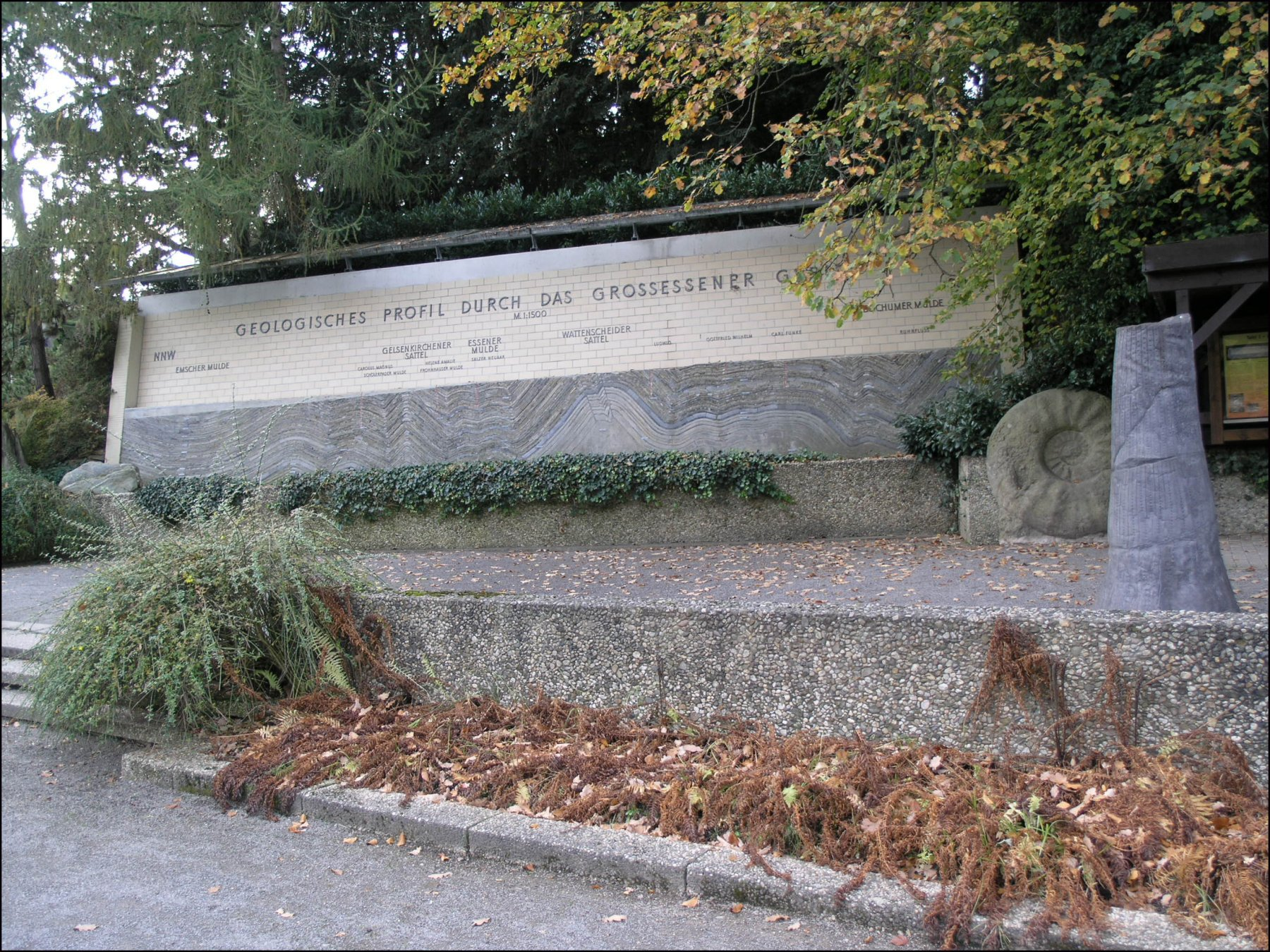
Paseo geológico.

- Jardines acuáticos de la zona de la entrada, se acondicionaron en el 2003
- Objetos artísticos ( unas 40 esculturas y objetos artísticos de plástico)
- Zona de juegos (Spielplatz Vogeldelle)
- Casa de juegos y festejos para niños, abierto en 1989
- Terraza de los colores (Farbenterrassen)
- Grugaturm (la torre del Gruga con 29 metros de altura, fue erigida en 1929 como torre emisora de radio)
- Seerosenbecken
- Orangerie, construida en 1987 para exhibiciones y actuaciones (el Aquarium y Terrarium fueron cerrados)
- Parque de atracciones enfrente de la Orangerie
- Aula de la Naturaleza, creada en 1995
- Pabellón de la música con capacidad para 1.200 espectadores, reacondicionado en 1991 aprovechando el emplazamiento del anterior de 1965
- Dahlienarena (colección de Dalias)
- Biotopo húmedo
- Paseo geológico (Geologische Wand)
- Alpinum con cascada
- Casa de los bosques
- Jardín botánico
- El Mediterráneo en el jardín botánico
- Invernaderos tropicales con forma de pirámide, construidos en 1985 con las colecciones de plantas tropicales
- Huertos y jardines ecológicos de la región de Westfalia
- Jardín de hierbas
- Staudenhang
- Kletter- und Schlinggehölze
- Rosaleda
- Stenshofturm und Lehr-Bienenstand
- Puentes verdes
- Deporte y juegos
- Juegos de aventura en el Parque de atracciones, abierto en 1997
- Galería de verano
- Tummelwiese
- Rollschuhbahn
- Kneippgarten
- Vogelfreifluganlage, abierto en 1996
- Puesto de ponis con la posibilidad de cabalgarlos solos, inaugurado en 1998
- Margarethensee, en el verano del 2008 reorganizado y transformado a fondo
- Valle de los Rhododendron (Rhododendrontal)
- Parrillas y jardines para meriendas
- Torre de gradiente ("Salino"), 2004 von einem Autohaus gestiftet
- Zoológico de pequeños animales (Kleintiergarten), abierto en 1995
- Mustergärten, inaugurado en 2006
- "Kur vor Ort" en la estación Blumenhof, comenzó su andadura en el 2002, darin entstand 2006 ein Wellnesbereich
- La estación del Gruga (Grugabahn)